# Jet-set
La jet-set és una classe social de gent amb diners, bones relacions i properes al poder. El terme prové del periodista Igor Cassini i fa referència als viatges freqüents en avió d'aquest col·lectiu per assistir a trobades, festes i altres esdeveniments socials en un transport aleshores de preu elevat (anys 50). Els membres d'aquest grup tendeixen a l'endogàmia i sovint ocupen la premsa del cor o premsa rosa. En formen part els actors, els esportistes d'elit, persones de gran fama al món de l'espectacle i alguns milionaris. Va substituir un concepte, anàleg, el de la societat de cafè, que descrivia un col·lectiu similar de finals del segle xix i principis del segle xx.